# 2007年亞洲冬季運動會自由式滑雪比賽
2007年亞洲冬季運動會的自由式滑雪賽事為期兩天，由2007年1月31日展開並隨男子小項決賽後於北大湖滑雪場結束，當中會頒發兩面金牌。

## 金牌榜

### 各國金牌榜
| 排名 | 國家： | 金牌： | 銀牌： | 銅牌： | 總計 |
| 1    | 中国   | 2      | 2      | 2      | 6    |
| 2    | 蒙古国 | 0      | 0      | 1      | 1    |
| 2    | 日本   | 0      | 0      | 1      | 1    |

### 男子
子條目：2007年亞洲冬季運動會自由式滑雪比賽—男子
| 金牌：      | 銀牌：    | 銅牌：                        |
| 中国 韓曉鵬 | 中国 邱森 | 中国 劉忠庆 · 日本 仓田公太郎 |

### 女子
子條目：2007年亞洲冬季運動會自由式滑雪比賽—女子
| 金牌：      | 銀牌：      | 銅牌：                      |
| 中国 李妮娜 | 中国 徐夢桃 | 中国 張鑫 · 蒙古国 烏南巴特 |